# Storia di San Donà di Piave
La storia di San Donà di Piave spazia dalla preistoria fino ad oggi.

## Preistoria ed Età antica

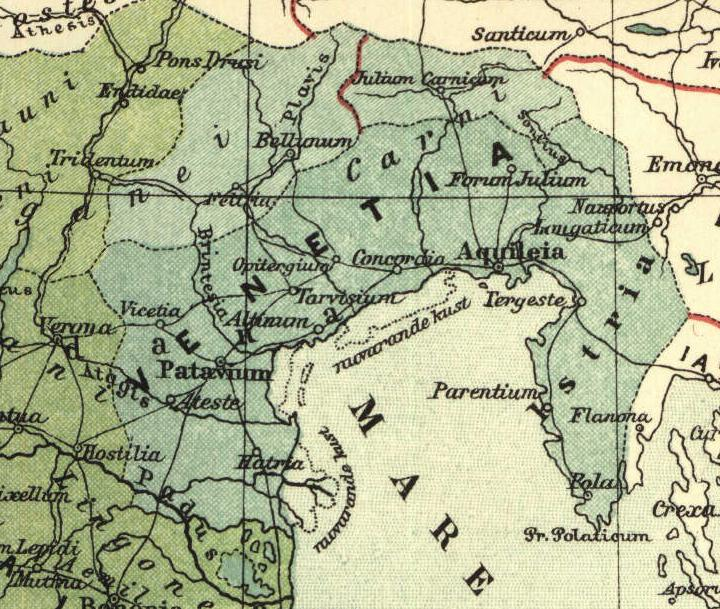
La Regio X Venetia et Histria

Un primo popolamento dell'area sandonatese avvenne già in epoca preistorica: le ricerche archeologiche condotte durante il Novecento hanno rivelato vestigia di un insediamento neolitico nei dintorni di Chiesanuova, sulla sponda sinistra dell'alveo storico del fiume Piave.
Nel 131 a.C. fu costruita dal pretore Tito Annio Rufo la Via Annia, strada che collegava la città di Hatria (Adria) ad Aquileia, passando per Patavium (Padova) e Altinum (Altino). La strada attraversava il Piave all'altezza dell'attuale centro urbano di San Donà per dirigersi verso nord-est e superare il canale Grassaga con un ponte probabilmente in pietra.
La presenza di una rete viaria articolata (imperniata sulla Via Annia), la scoperta di tracce significative di centuriazione, e la collocazione dell'area tra le vicine città di Tarvisum (Treviso), Altinum (Altino), Opitergium (Oderzo) e Iulia Concordia (Concordia Sagittaria), lasciano presumere che nell'età romana l'attuale territorio di San Donà fosse abitato.

## Età medievale

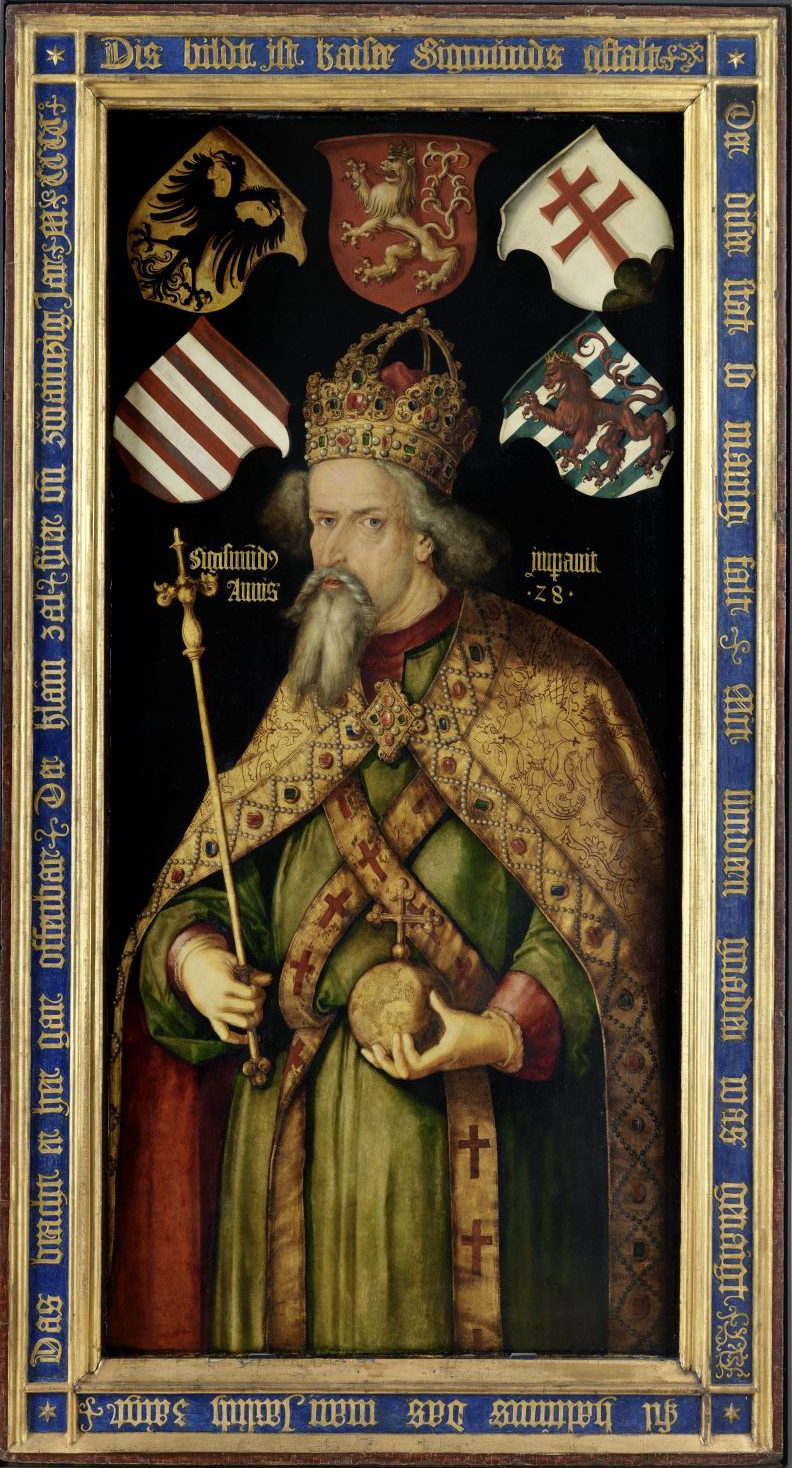
Sigismondo di Lussemburgo

Durante l'alto medioevo le sorti del territorio sandonatese furono legate alla città di Heraclia, sede vescovile e prima capitale del Ducato di Venezia. La città, originariamente chiamata Melidissa e sorta tra il VI e il VII secolo intorno all'attuale frazione di Cittanova, scomparve nel IX secolo. Rifondata con il nome di Civitas Nova Heracliana dal doge Angelo Partecipazio, la città andò incontro a un progressivo declino economico e politico nel corso dei secoli successivi ed oggi vive sotto il nome dell'omonima frazione.
In seguito all'anno 1000, ad ovest di Cittanova si formarono due borghi: San Donato e Mussetta. I due insediamenti furono prima soggetti alla giurisdizione temporale del Patriarcato di Aquileia e, successivamente, interessati dalle vicende che, tra XI secolo e XIII secolo, videro come protagonista la potente famiglia degli Ezzelini.
Mussetta, al centro di diverse dispute tra il Patriarcato di Aquileia, il Libero Comune di Treviso, i membri delle casate dei Da Romano e Da Camino si sviluppava nei pressi di un castello edificato dai Patriarchi di Aquileia. 
A sud del castello si trovava la Villa Sancti Donati, sorta lungo il Piave, secondo gli storici veneti Plateo ed Agnoletti, sulle rovine di un antico borgo dell'agro di Heraclia chiamato Fines. 
Il villaggio era raccolto attorno a una cappella (attestata a partire dal 1154), posta al limite fra le diocesi di Cittanova, Torcello e Treviso.
Nel 1250 il territorio subì una catastrofica alluvione del Piave, che deviò il corso del fiume, spostando la cappella di San Donato dalla sponda sinistra a quella destra. Questa deviazione dell'alveo comportò la separazione della chiesa dal suo territorio di riferimento, che cominciò ad essere detto San Donato de qua de la Piave per distinguerlo da quello attiguo alla cappella: San Donato oltre la Piave (l'attuale Musile di Piave). 
Nel Trecento, nel territorio di San Donà i luoghi di culto documentati erano dedicati rispettivamente a san Biagio e a san Remigio.
Nel corso del XIII e XIV secolo il Sandonatese venne a trovarsi in posizione strategica tra la Marca Trevigiana e la Repubblica di Venezia e per questo fu sottoposto a saccheggi e devastazioni, terminati con l'occupazione dell'area da parte delle truppe di Sigismondo di Lussemburgo e la distruzione di Mussetta.
Con la fine della guerra tra la Serenissima e il Regno d'Ungheria, la Repubblica incentivò lo sviluppo del territorio offrendo esenzioni fiscali agli agricoltori disposti a trasferirsi. Venezia, infatti, era direttamente interessata alla ripresa economica dell'area di San Donà, in quanto gran parte della superficie comunale era di proprietà demaniale. Nel 1410 la Repubblica decretò il censimento dei beni presenti nel territorio di San Donà e l'accertamento dei titoli di proprietà dei confinanti per appurare eventuali appropriazioni indebite.

## Età moderna

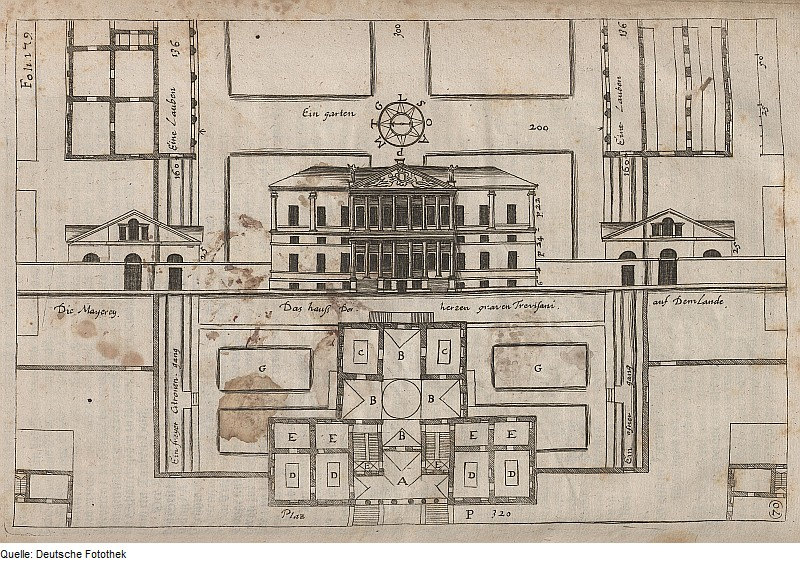
Il progetto di Vincenzo Scamozzi per la Villa di Domenico Trevisan a San Donà

### Il dominio dei Trevisan
Durante l'età moderna la Repubblica di Venezia avviò una serie di interventi di bonifica nel Basso Piave, e destinò un funzionario (il gastaldo) alla gestione del territorio di SS. Donati et Hermelii de Plavi.
Nel 1468, urgenti necessità finanziarie indussero la Repubblica a deliberare la cessione in enfiteusi della Gastaldia, ponendola all'incanto. Il 19 dicembre 1468 l'enfiteusi fu concessa al Nobil Homo Giovanni Gradenigo per il canone di 854 ducati, ma essendo morto il Gradenigo prima di firmare il contratto, la concessione non fu assegnata. Il 2 settembre 1475 la Gastaldia di San Donà fu dunque assegnata a Francesco Marcello e Angelo Trevisan. I pubblici poteri furono affidati ad un funzionario nominato dal Doge, il Vicario Ducale, che aveva l'obbligo di prestare giuramento di fedeltà alla Repubblica e di risiedere a San Donà. Il primo Vicario, Antonio Lupo (ser Antonio Luppo), fu insediato nel 1476 dal doge Pietro Mocenigo.
Nello stesso anno fu avviata la costruzione di una nuova chiesa, dedicata a Santa Maria delle Grazie, consacrata quattro anni più tardi, nel luglio 1480, dal Vescovo di Treviso Giovanni di Saona.
Il 27 giugno 1483 la Gastaldia fu venduta in via definitiva per 10 000 ducati d'oro ai due nobili veneziani, per poi divenire possesso privato della sola famiglia Trevisan. La crescita e lo sviluppo del centro urbano fu inizialmente difficile: l'esistenza di un unico proprietario fondiario impediva di fatto la nascita della piccola proprietà. Le difficoltà erano acuite dalla situazione ambientale divenuta ancor più infelice nel corso del XV secolo a causa degli instabili equilibri idraulici del territorio. Tra il 1565 e il 1579 la Repubblica di Venezia attuò uno dei primi tentativi di diversione del Piave, scavando il "Tajo" o "Tajada de Re" nella zona che oggi corrisponde alla porzione meridionale del territorio comunale, cioè Passarella.
Nel 1609 Domenico Trevisan commissionò all'architetto Vincenzo Scamozzi un piano per la sistemazione della gastaldia di San Donà. Il progetto, che prevedeva la costruzione di una grande villa patrizia, fu realizzato forse solo in minima parte.
Durante il XVII secolo la Repubblica di Venezia promosse una serie di lavori idraulici al fine di preservare la laguna dalle periodiche inondazioni del Piave: nel 1664, dopo più di vent'anni di lavori, fu portato a termine lo scavo del Taglio Novo, che partendo da San Donà portava il Piave a sfociare presso Santa Margherita. Con la deviazione del corso del fiume l'antico alveo del Piave, quindi, venne abbandonato. Da via di comunicazione con la zona lagunare, l'asta della Piave Vecchia (come fu da allora denominata) si trasformò in un'area malsana caratterizzata da acque stagnanti. Nello stesso periodo furono introdotte nuove coltivazioni, come quella del mais.

### L'epoca Napoleonica

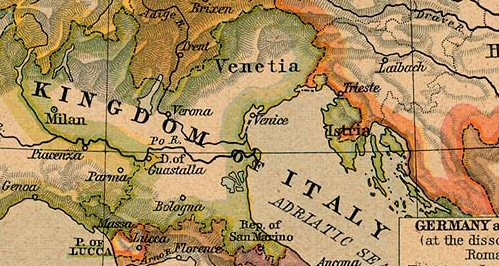
Il Regno d'Italia napoleonico (1805-1814)

Nel 1797 con la caduta della Repubblica di Venezia le simpatie popolari che il nuovo regime aveva suscitato scemarono subito per un susseguirsi di requisizioni, saccheggi ed imposizioni. Il malcontento si accrebbe con l’emanazione di alcuni decreti che incontrarono l’ostilità popolare.
Nel 1797 fu istituita la Municipalità di San Donà, capoluogo di uno dei quindici cantoni del distretto di Treviso. Con l'annessione di Venezia e delle sue dipendenze da parte del Regno d'Italia napoleonico, il 1º maggio 1806 fu creato il Dipartimento dell'Adriatico, di cui San Donà entrò a far parte come capoluogo del distretto omonimo.
Negli anni successivi San Donà vide aumentare le sue funzioni amministrative, diventando sede notarile nel 1807 e sede di vice prefettura del Dipartimento dell'Adriatico nel 1808. Nello stesso periodo si costituirono i primi consorzi idraulici di scolo e di difesa delle terre poste a coltura (Passarella, Xola e Xoletta, Cavazuccherina, Ongaro Superiore, Ongaro Inferiore, Bidoia e Grassaga), i quali segnarono i primi passi verso la bonifica delle aree paludose.

## Età contemporanea
La notte del 24 giugno 1863, quarto anniversario della battaglia di Battaglia di Solferino e San Martino, tre sandonatesi inalberarono sul tetto del municipio una bandiera tricolore. 
Nell'aprile dell'anno successivo un altro vessillo tricolore fu issato sopra la croce ferrea del duomo. Dopo il 1866 l'impresa fu ricordata fregiando dei tre colori la banderuola segnavento posta sotto la croce della vecchia chiesa arcipretale.
Nel giugno 1864, per opera di due cittadini, le tre campane del duomo furono dipinte di verde, bianco e rosso. Il 18 agosto dello stesso anno, nella ricorrenza dell'anniversario della nascita dell'imperatore d'Austria Francesco Giuseppe I, la campana maggiore venne privata del batacchio e al momento della celebrazione, alla presenza delle autorità civili e militari, le campane suonarono a morto.

### Dal Congresso di Vienna alla Terza Guerra d'Indipendenza
Parte del Regno Lombardo-Veneto dal 1815, durante l'amministrazione austriaca il comune di San Donà incorporò il centro abitato di Musile di Piave che ne divenne frazione e parte del territorio di Grisolera ossia l'attuale Eraclea. Oltre ad un aumento della superficie del territorio comunale, San Donà mantenne la sua posizione di capoluogo di distretto. La cittadina fu sottoposta a un Cancelliere del Censo, poi sostituito da un Commissario Distrettuale nel 1819 e ottenne la Pretura nel 1818.
Durante la prima metà del XIX secolo il centro urbano si arricchì di palazzi, costruzioni commerciali e di un nuovo Duomo, realizzato dall'architetto Giovanni Battista Meduna tra il 1838 e il 1841 su progetto di Antonio Diedo.
Successivamente all'insurrezione veneziana contro il governo austriaco, il 22 marzo 1848 Daniele Manin e Niccolò Tommaseo proclamarono la Repubblica di San Marco. La cittadinanza di San Donà fu la prima a rispondere, aderendo alla nuova repubblica già il giorno seguente, il 23 marzo.
In seguito alla seconda guerra d'indipendenza italiana, si moltiplicarono a San Donà azioni dimostrative in favore della causa italiana. Il 18 luglio 1866 San Donà divenne uno dei luoghi simbolo delle battaglie della Terza Guerra d'Indipendenza: in quel giorno il generale Enrico Cialdini a capo delle truppe italiane entrò vittoriosamente in città.

### Dal 1866 alla Prima Guerra Mondiale

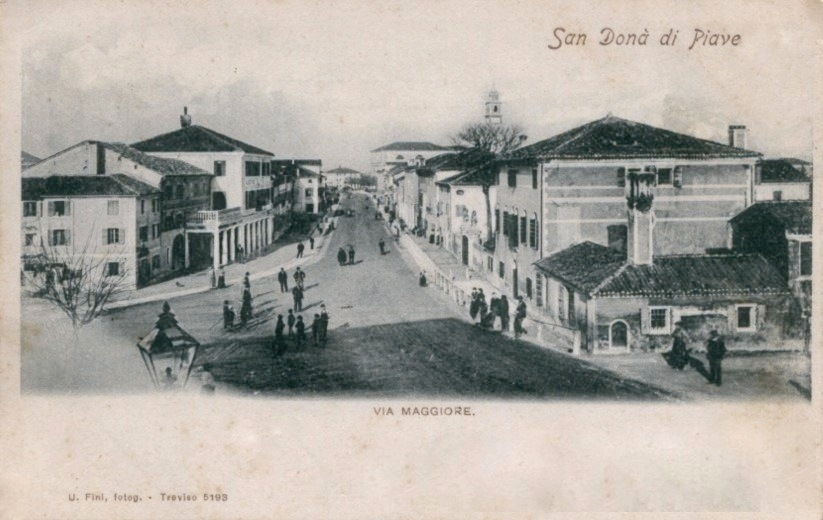
Il tratto iniziale di Via Maggiore (Corso Silvio Trentin) nei primi anni del Novecento

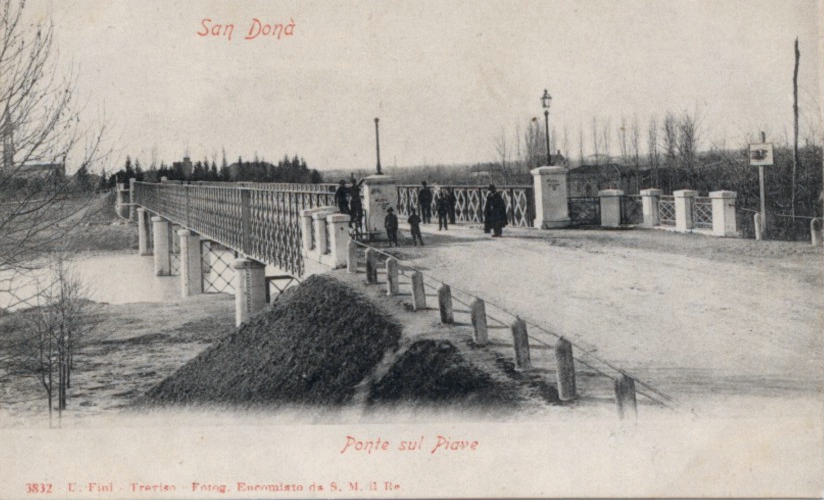
Il ponte sul Piave come appariva prima della Grande Guerra

Con la cessione del Veneto al Regno d'Italia, conseguentemente alla Pace di Vienna, il 23 dicembre 1866 si svolsero le prime elezioni amministrative e per esse Giuseppe Bortolotto divenne sindaco.
Negli anni successivi all'annessione al Regno d'Italia, nuovi lavori di bonifica interessarono il sandonatese, segnando la metamorfosi ambientale del territorio e incrementando la produttività della zona: tra il 1865 e i primi anni del Novecento furono avviate 48 bonifiche a prosciugamento meccanico e messi a produzione 11 000 ettari (un quarto del territorio compreso tra i fiumi Sile e Livenza.
Nel 1873 fu riaperta alla navigazione la Piave Vecchia tramite la costruzione della conca dell'Intestadura, grazie alla quale il tragitto da San Donà a Venezia fu ridotto di 26,2 km (via Portegrandi) e di 23,5 km (via Cavallino-Treporti). 
Nel 1875 fu costruito il primo ponte sul Piave fra S. Donà e Musile: la struttura, demolita nel 1882 da una memorabile piena del fiume, venne ricostruita tra il 1884 e il 1886. Tra il 1881 e il 1885 furono stabiliti i servizi di collegamento a mezzo di ferrovia e vaporetto, aperte industrie e servizi per la popolazione: nel 1877 si costituì la Banca Mutua Popolare, e nel 1895 fu inaugurata una linea telefonica intercomunale tra San Donà e Cavazuccherina, l'attuale Jesolo.

### La Grande Guerra

Il fronte italiano tra il 24 ottobre e il 12 novembre 1917

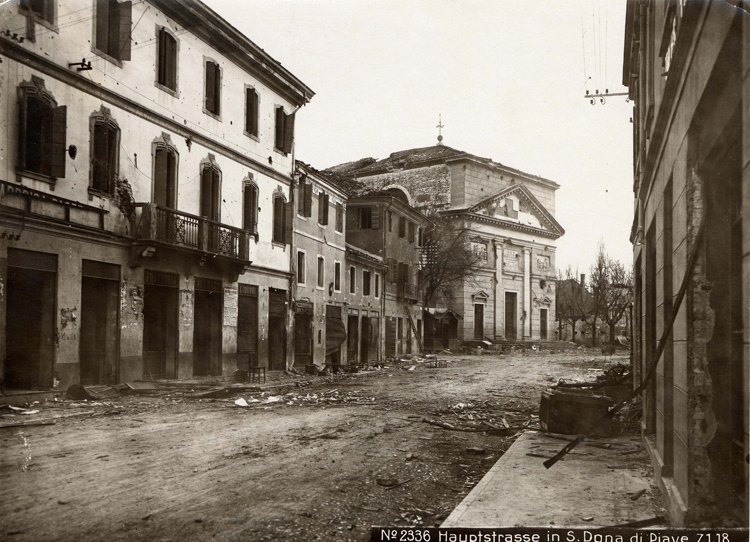
Veduta del centro di San Donà, attuale zona pedonale corso Silvio Trentin, dopo due mesi di occupazione austro-ungarica (7 gennaio 1918)

L'impatto della prima guerra mondiale su San Donà fu devastante. In seguito allo sfondamento delle linee italiane a Caporetto, l'esercito Italiano ripiegò e si riorganizzò sul nuovo fronte lungo il corso del Piave. Il Sindaco ordinò l'abbandono della città il 4 novembre 1917, mentre la sede comunale fu trasferita a Firenze. Nei giorni seguenti i reparti del genio militare procedettero alla demolizione degli edifici alti (in modo da privare il nemico di possibili punti strategici di osservazione) e all'interruzione degli attraversamenti del fiume. La sera del 9 novembre 1917 San Donà fu raggiunta dalla 12ª Divisione dell'Isonzo Armee.
Durante i primi mesi di occupazione le truppe austro-ungariche posero il proprio comando nell'allora Villa Ronchi di Palazzetto, per poi insediarsi a Villa Ancillotto. A partire dal 13 novembre iniziarono i lunghi mesi della guerra di trincea, culminati nella battaglia del Solstizio. Nell'autunno del 1918 l'esercito italiano lanciò l'offensiva risolutiva contro le postazioni austro-ungariche e il 31 ottobre del 1918 San Donà tornò in mani italiane.
Il bilancio dei lunghi mesi di combattimenti fu pesante: le infrastrutture cittadine risultavano completamente distrutte e la maggior parte del patrimonio architettonico e artistico era andato irrimediabilmente perduto. Per le sofferenze e le distruzioni subite durante il primo conflitto mondiale la città è stata insignita della Croce al Merito di Guerra.

### La ricostruzione
Il periodo successivo alla firma dell'Armistizio di Villa Giusti del 1918 fu caratterizzato dalla completa ricostruzione della città e dal ripristino delle attività socio-economiche, della viabilità intercomunale e del servizio ferroviario. 
L'aspetto attuale degli edifici più importanti del centro storico e l'assetto dello stesso dipendono dalle scelte intraprese dalla classe dirigente cittadina tra il 1919 e i primi anni venti. Tra i contributi più interessanti, quelli di Max Ongaro, Camillo Puglisi Allegra e Giuseppe Torres.
Nel marzo 1922 si tenne a San Donà il Congresso Nazionale delle Bonifiche in cui venne fissato il concetto di "bonifica integrale", allargando la visione (e poi l'azione) dall'aspetto meramente idraulico a quello sanitario, con la lotta alla malaria.

### La Seconda Guerra Mondiale e la Resistenza
Nel 1940 l'Italia entrò in guerra a fianco della Germania nazista. Dopo l'8 settembre 1943 nacquero le prime formazioni partigiane, alle quali negli ultimi due anni di guerra aderirono centinaia di Sandonatesi. Nel gennaio del 1944 una bomba a orologeria fu fatta esplodere nella Casa del Fascio. L'azione portò all'arresto di undici partigiani sandonatesi, fucilati per rappresaglia a Venezia il 28 luglio 1944 in seguito all'attentato di Ca' Giustinian.
Nel luglio 1944 iniziarono i primi bombardamenti su San Donà. Il 23 settembre furono colpiti il ponte della ferrovia, il Ponte della Vittoria e gli edifici vicini. Il 10 ottobre la città fu nuovamente sottoposta ai bombardamenti: durante le incursioni aeree furono danneggiati il Palazzo Municipale, la Pretura, il carcere mandamentale, e un centinaio di edifici privati, mentre furono completamente rasi al suolo il Teatro Verdi e l'Ospedale Umberto I.
Il 25 aprile 1945, in presenza di seimila soldati tedeschi, venne proclamata l'insurrezione della città e nella stessa giornata San Donà fu liberata. Per l'impegno dimostrato nella lotta di liberazione dal nazi-fascismo alla città di San Donà è stata assegnata la Medaglia d'Argento al Valor Militare.

### Dal dopoguerra ad oggi
"Feudo" della Democrazia Cristiana per tutta la Prima Repubblica, tra gli anni Ottanta e la metà degli anni Novanta del Novecento San Donà è stato il centro operativo principale della Banda Maritan, organizzazione criminale affiliata alla Mala del Brenta.
San Donà si presenta oggi quale punto nevralgico delle infrastrutture di trasporto tra Veneto e Friuli, crocevia tra le aree di sviluppo industriale del trevigiano, e quelle turistiche di Cavallino-Treporti, Jesolo, Eraclea e Caorle, città in espansione dai tassi di crescita di popolazione tra i più alti della regione. Il benessere economico raggiunto negli ultimi decenni del Novecento ha reso la città una meta di immigrazione con flussi provenienti sia dalle altre regioni d'Italia sia dall'estero.